# Salvatorkirche (Bad Rodach)

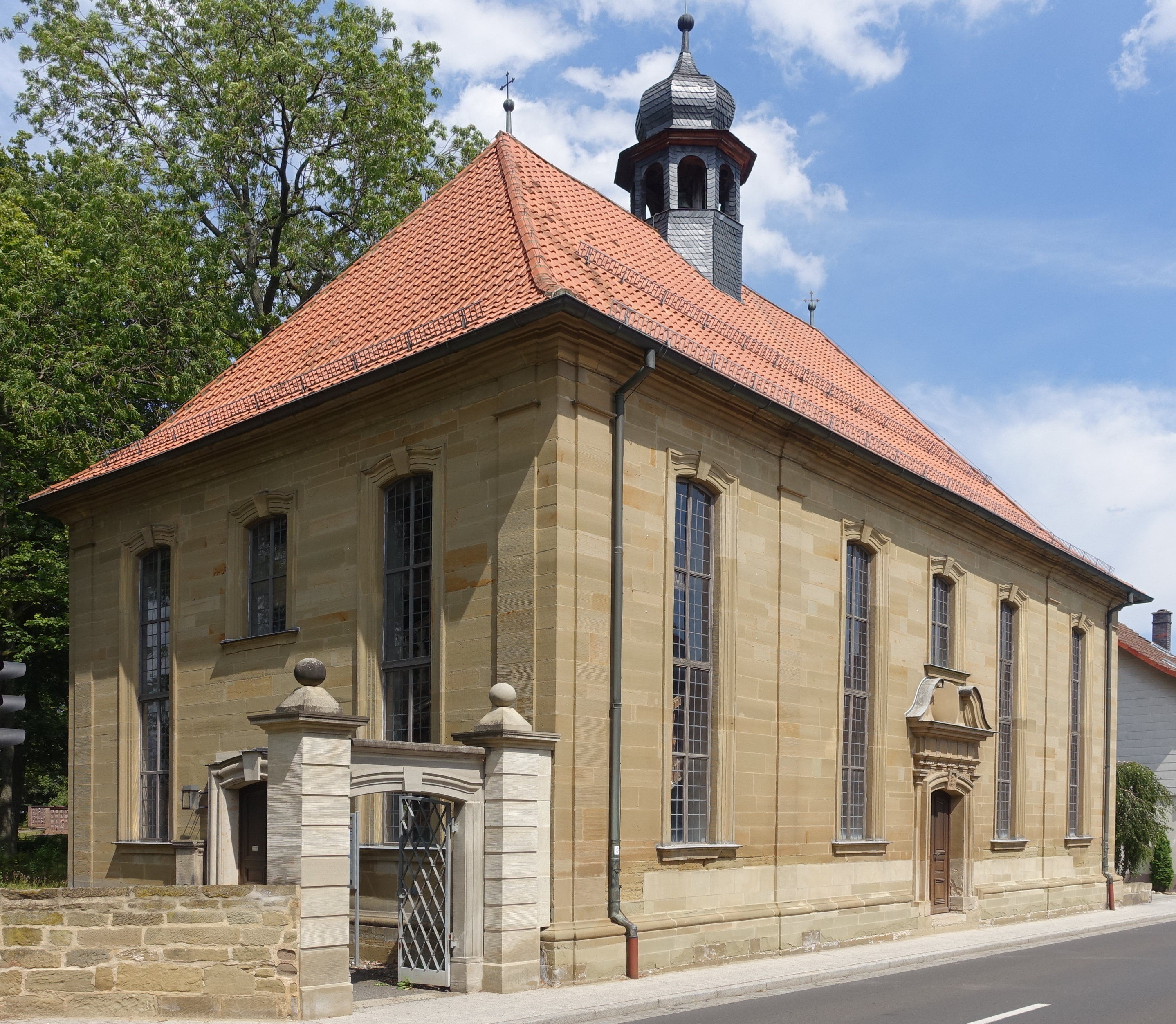
Salvatorkirche

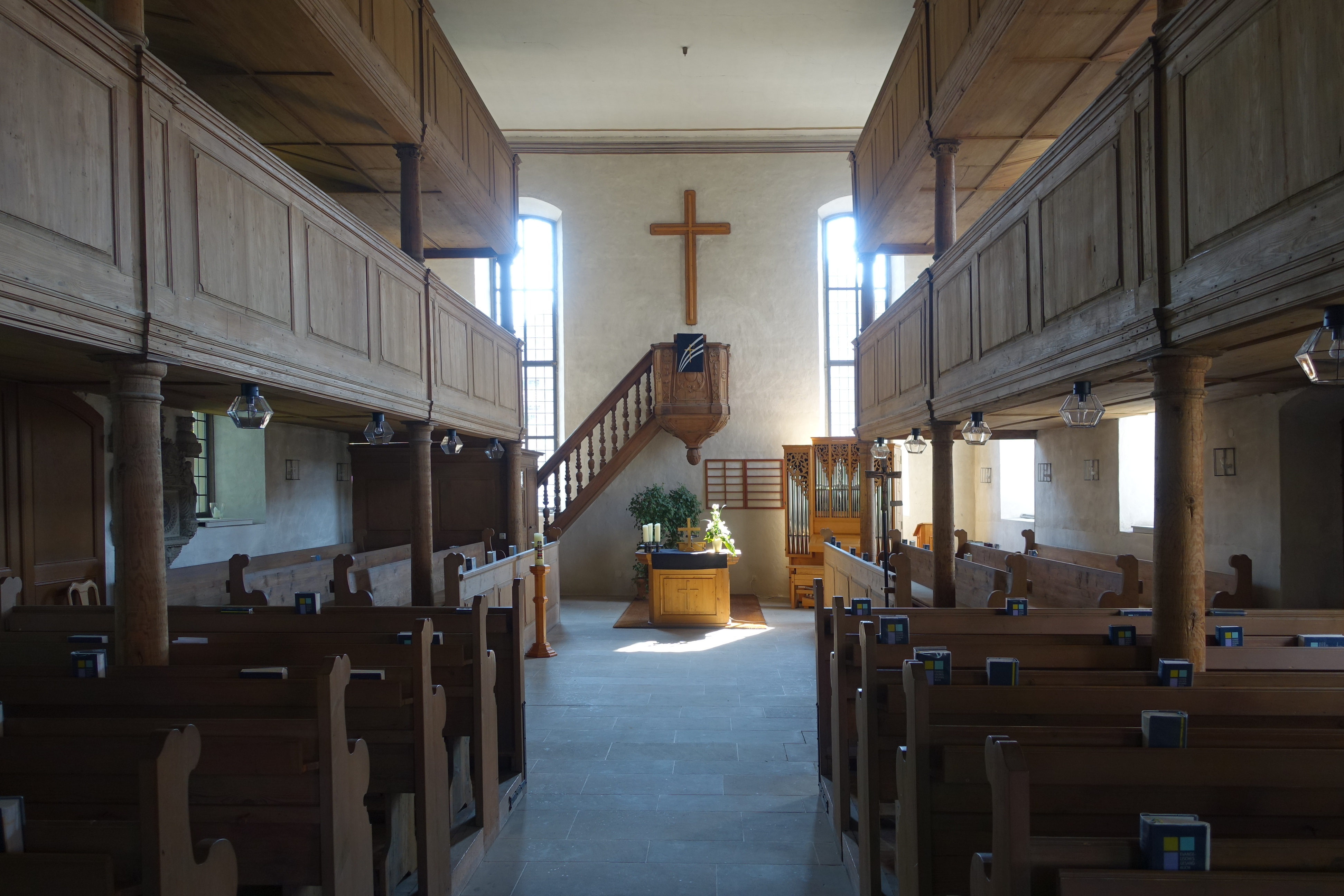
Innenansicht

Auf dem Friedhof von Bad Rodach in der Hildburghäuser Straße 17 befindet sich die evangelisch-lutherische Salvatorkirche. Sie steht unter Denkmalschutz.

## Geschichte
Mit der Verlegung der Gottesackers im Jahr 1573 westlich vor die Stadt wurde der Friedhof um die Stadtkirche St. Johannis aufgegeben. Im Juli 1710 baten Bürgermeister und Gemeinderat der Stadt Rodach Herzog Johann Ernst um Holz für den Bau eines Gotteshauses als Ersatz für die während des Dreißigjährigen Krieges zerstörte Friedhofskapelle. Diese Friedhofskirche sollte auch für Trauerfeiern vor allem im Winterhalbjahr dienen. Von 1711 bis 1714 erfolgte der Bau der Holzkirche in der Südecke des Friedhofs. Der Diakon Laurentius Hartmann Schenck weihte sie am 15. November 1714 dem Patrozinium Sankt Salvator.
Nach dem Abriss der hölzernen Kirche begann Baumeister Koch 1742 mit dem Bau einer neuen Gottesackerkirche. Die Kanzel und die Kirchenbänke der alten Kirche wurden wieder verwendet. 1749 weihte Superintendent Benedict Grüner die Friedhofskirche ein.
Der Friedhof wurde 1885 erneut erweitert und die Salvatorkirche wesentlich durch Spenden der Bevölkerung renoviert. Nach starken Beschädigungen im Zweiten Weltkrieg blieb ihr Schicksal lange ungewiss. Von 1978 bis 1980 wurde sie restauriert. Am 27. Januar 1985 wurde eine neue kleine Orgel eingeweiht.
Am 7. Mai 2023 entwidmete die Regionalbischöfin Dorothea Greiner die Kirche. Der Kirchenraum soll mit einem Glaskubus als Haus-im-Haus-System in ein Gemeindezentrum mit Gemeindehaus und Pfarramt umgebaut werden.

## Baubeschreibung
Die Außenwände der im Markgrafenstil erbauten Saalkirche  bestehen aus Buntsandstein. Sie ist 19,4 Meter lang, 9,8 Meter breit und hat fünf Achsen in Längs- und drei in Querrichtung. Das Walmdach trägt einen Dachreiter, seit dem 23. Dezember 1728 hängt darin eine kleine Glocke. Der Innenraum wird von einer verputzten Flachdecke überspannt. An drei Seiten befinden sich jeweils zwei von Säulen getragene Emporen übereinander. Die unteren haben dorische, die oberen ionische Kapitelle. Die Kanzel hängt an der Wand hinter dem Altar.